# Michael Ash
Michael Ash () es un profesor, escritor y economista estadounidense. Es profesor de economía en la Universidad de Massachusetts Amherst (UMass). Es miembro del Political Economy Research Institute (PERI) y del Labor Relations Research Center de la UMass.

## Datos biográficos y académicos
Consiguió su Ph. D. en Economía en 1999, en la Universidad de California, Berkeley con la disertación The Changing Structure of U.S. Labor Markets?? y bajo la dirección de George Akerlof-
Anteriormente, en 1991 consiguió su A.B. en Economics, cum laude en la Universidad de Princeton.

## Crítica a Reinhart & Rogoff
En 2013, Michael Ash, junto con el estudiante de doctorado Thomas Herndon y el profesor de economía Robert Pollin, todos ellos de la Universidad de Massachusetts Amherst, publicaron el artículo "Does High Public Debt Consistently Stifle Economic Growth? A Critique of Reinhart and Rogoff" en el que señalaban importantes errores en la muy citada publicación de 2012 de los profesores de la Universidad de Harvard Carmen Reinhart y Kenneth Rogoff Crecimiento en época de endeudamiento ("Growth in a time of debt")
En abril de 2012 los economistas Ugo Panizza y Andrea F. Presbitero publicaron un trabajo que resaltaba disfunciones en el estudio de los dos economistas de Harvard -Reinhart & Rogoff-. Según Panizza la correlación entre deuda y crecimiento señalada por Reinhart y Rogoff existe pero podría ser al revés de como indican, que fuera el débil crecimiento el que generase altos niveles de endeudamiento.

## Publicaciones
Algunas de las publicaciones de M. Ash son las siguientes (cronología inversa):
- 2013 - Herndon, Ash & Pollin, "Does High Public Debt Consistently Stifle Economic Growth? A Critique of Reinhart and Rogoff" Archivado el 18 de abril de 2013 en Wayback Machine.
- 2011 - Joanne Spetz, Michael Ash, Charalampos Konstantinidis, and Carolina Herrera. "The effect of unions on the distribution of wages of hospital-employed registered nurses in the United States." Journal of Clinical Nursing Jan;20(1-2):60-7.
- 2010 - Michael Ash and James Boyce. "Measuring Corporate Environmental Justice Performance." Corporate Social Responsibility and Environmental Management 238
- 2008 - Sanjiv Gupta and Michael Ash. "Whose Money, Whose Time? A Nonparametric Approach to Modeling Time Spent on Housework in the United States. Feminist Economics.
- 2007 - Michael Ash and M. V. Lee Badgett. "Separate and Unequal: The Effect of Unequal Access to Employment-Based Health Insurance on Same-Sex and Different-Sex Couples. Contemporary Economic Policy.
- 2006 - Michael Ash and Sylvia Brandt. "Disparities in Asthma Hospitalization in Massachusetts, American Journal of Public Health.
- 2004 - Michael Ash and Jean Ann Seago, "The Effect of Registered Nurses' Unions on Heart Attack Mortality? Industrial and Labor Relations Review.
- 2004 - Michael Ash and T. Robert Fetter. "Who Lives on the Wrong Side of the Environmental Tracks? Evidence from the EPA's Risk Screening Environmental Indicators Model, Social Science Quarterly.